# Russ Feingold
Russell Dana "Russ" Feingold (2 de marzo de 1953) es un político estadounidense del Partido Demócrata. Es el senador menor del estado de Wisconsin donde él ha servido desde 1993. Feingold es el único senador quién votó en contra del Patriot Act en 2001 cuando tal legislación fue introducida al senado.